# Susan Hockey
Susan Hockey  (Halifax, Inglaterra, 1946) es una profesora emérita de biblioteconomía y documentación en el University College de Londres. Ha escrito sobre la historia de las humanidades digitales, el desarrollo de aplicaciones de análisis textuales, marcado de textos electrónicos, la enseñanza de informática en las humanidades y el rol de las bibliotecas en la gestión de recursos digitales. En 2014, el University College de Londres creó una serie de conferencias en su honor.

## Biografía
Nació en 1949 en Halifax, West Yorkshire (Inglaterra), como Susan Petty. Fue educada en el The Princess Mary High School, en Halifax, y en el Lady Margaret Hall, en Oxford. En 1969 se unió al Atlas Computer Laboratory, en Chilton, donde desarrolló software para mostrar caracteres no occidentales. Fue una miembra fundadora de la Association for Literary and Linguistic Computing (ALLC) en 1973 y en 1975 se unió a los Oxford University Computing Services. En Oxford jugó un papel decisivo en el desarrollo del Oxford Concordance Program a partir de COCOA, un software creado entre finales de 1960 y principios de 1970 utilizado en informática humanística. Estas herramientas se convirtieron en piezas claves para las humanidades digitales en Estados Unidos y Reino Unido.
En 2004, Hockey fue premiada con el Premio Roberto Busa por la Alliance of Digital Humanities Organizations en reconocimiento de sus logros en la aplicación de las tecnologías de la información y la comunicación en las humanidades.
Es miembra fundadora de varias asociaciones relacionadas con las humanidades digitales, como la Association for Literary and Linguistic Computing (ALLC), en 1973, y la Association for Computers and the Humanities (ACH), en 1978. También fue editora del ALLC Bulletin, entre 1979 y 1983, presidenta de la junta de la ALLC, entre 1984 y 1997, y miembra de la junta directiva de la Text Encoding Initiative por dos periodos, entre 1991 y 1993, y entre 1996 y 1997.